# Liga I
La Liga I, nota anche come SuperLiga României per motivi di sponsorizzazione, è la massima serie del campionato rumeno di calcio.
Chiamata  Divizia A fino al termine della stagione 2005-2006 e composta da 16 squadre, dalla stagione successiva è stata allargata a 18 squadre, formato che è rimasto in vigore fino alla fine della stagione 2014-2015. Il numero di partecipanti è stato poi drasticamente ridotto a 14, grazie a 6 retrocessioni compensate da due promozioni dalla seconda del calcio rumeno. A causa della pandemia di COVID-19, dal 2020-2021 il campionato è a 16 squadre.
La squadra che ha vinto più volte il campionato rumeno di massima serie è l'FCSB (già Steaua Bucarest) con 26 successi, seguita dalla Dinamo Bucarest (18). Dei restanti 21 club che si sono aggiudicati il campionato, 8 lo hanno vinto in almeno tre occasioni.

## Formula
A partire dalla stagione 2020-21 il campionato è disputato da 16 squadre, che giocano un girone all'italiana con gare di andata e ritorno, per un totale di 30 giornate. Al termine di esse, le prime sei classificate (con i punti dimezzati rispetto alla stagione regolare), giocano un girone di sola andata per decretare la squadra campione di Romania e le qualificazioni continentali, mentre le altre 10 della stagione regolare giocano un girone retrocessione, per decretare due retrocessioni e una qualificazione ai play-off promozione/retrocessione.

## Storia

### Gli inizi (1909-1921)
Il primo campionato nazionale ufficialmente riconosciuto fu organizzato nel 1909 dalla neonata federazione calcistica della Romania, allora chiamata Asociațiunea Societăților Atletice din România (Associazione delle società di atletica in Romania). Al primo campionato presero parte tre squadre in un girone con gare di sola andata, vinto dall'Olympia București.
Negli anni seguenti il campionato fu organizzato in diversi gironi regionali, che qualificano ciascuno una squadra ad una fase finale per il titolo di campioni di Romania. Dal 1909 al 1921 questa fase finale era organizzata con turni ad eliminazione diretta, eccezion fatta per gli anni dal 1916 al 1919, quando la competizione fu sospesa a causa della prima guerra mondiale.

### Divizia A (1921-2006)
Nel 1921 il campionato, che fino ad allora era ristretto solo ad alcuni campionati regionali, conobbe una svolta con la nascita della Divizia A (e contestualmente della Divizia B), la prima struttura di campionato nazionale. La stagione inaugurale della Divizia A fu vinta dal Chinezul Timișoara. Fino all'inizio degli anni '30 la competizione era dominata da Chinezul, vincitore di sei titoli, e Venus Bucarest, che ha conquistato altri due campionati. A partire dal 1932-33 si assistette all'ascesa del Ripensia Timișoara, che insieme con il Venus vinse otto dei successivi nove campionati, prima che la competizione venisse sospesa nel 1940 per lo scoppio della seconda guerra mondiale.
Gli anni successivi alla guerra furono dominati da UTA Arad, CCA Bucarest e Petrolul Ploiești, mentre a partire dagli anni '60 iniziò la fortuna della Dinamo Bucarest. Nel decennio successivo assunse grande popolarità Dudu Georgescu, in forza alla Dinamo Bucarest, che vinse quattro titoli di capocannoniere della Divizia A e due scarpe d'oro, nel 1975 e 1977. Nel corso degli anni la Dinamo Bucarest ha potuto vantare altri due vincitori della scarpa d'oro: Rodion Cămătaru nel 1986-87 e Dorin Mateuț nel 1988-89, con quest'ultimo che rimane l'ultimo giocatore romeno ad aver vinto il trofeo. Dalla stagione 1959-60 alla 1999-00 i campionati furono divisi tra sole sette squadre: Steaua Bucarest (con 16 titoli), Dinamo Bucarest (con 14), Rapid Bucarest, Argeș Pitești, UTA Arad (tutti con 2) e Petrolul (uno).
La Dinamo Bucarest fu anche la prima squadra romena a qualificarsi per l'allora Coppa dei Campioni, nell'edizione del 1956-57. Le squadre romene hanno ottenuto la qualificazione a 35 delle 37 stagioni della competizione, con la Dinamo Bucarest a guidare a quota 13 apparizioni. Il miglior risultato è stato conseguito dallo Steaua, che ha vinto la competizione nell'edizione 1985-86, raggiungendo la finale anche nella stagione 1988-89. Dopo il rebranding della competizione nel 1992 nella Champions League, le squadre romene hanno raccolto successi limitati.
I primi anni 2000 furono dominati dalle tre squadre della capitale, con Steaua, Dinamo e Rapid che hanno vinto ogni campionato dal 2000 al 2007.

### Liga I (2006-2022)
All'inizio della stagione 2006-07 la competizione cambiò nome in Liga I, in seguito ad una disputa legale sulla legittimità del nome. La modifica fu resa ufficiale il 15 maggio 2006, e contestualmente la federazione rinominò anche le serie inferiori, con la Divizia B che divenne Liga II, la Divizia C rinominata in Liga III, e così via. I primi anni del nuovo campionato furono vinti da nuove protagoniste sul panorama nazionale, con le imposizioni di CFR Cluj, Unirea Urziceni e Oțelul Galați.
Il CFR Cluj, campione nella stagione 2007-08, divenne anche la prima squadra romena a qualificarsi direttamente per la fase a gironi della UEFA Champions League, e la prima oltre lo Steaua a raggiungerli dall'introduzione del nuovo formato. In seguito, anche le edizioni 2009-10 e 2010-11 garantirono uno slot alla fase a gironi per le squadre romene. Il miglior risultato nella fase a gironi fu ottenuto dal Cluj, che nell'edizione 2012-13 conquistò dieci punti nel girone, che gli garantirono il terzo posto.
Gli anni '10 videro l'imposizione di altre squadre, con le vittorie di Astra Giurgiu e Viitorul Costanza. A partire dal 2017 è iniziato un dominio del Cluj, con cinque vittorie consecutive del campionato, diventando la squadra romena con il miglior punteggio nella fase a gironi della Champions League, con 12 punti nell'edizione 2019-20, e la prima squadra a qualificarsi per la fase a gironi della UEFA Conference League, nell'edizione inaugurale del 2021-22.

### SuperLiga României (2022-oggi)
Nel giugno 2022 la Liga I cambiò nome in SuperLiga, in seguito alla sponsorizzazione dell'app di scommesse sportive Superbet.

## Squadre

### Organico 2025-2026
| Club              | Città          | Stadio                            | Stagione precedente |
| ----------------- | -------------- | --------------------------------- | ------------------- |
| U Cluj            | Cluj           | Cluj Arena                        | 4º posto in Liga I  |
| Dinamo Bucarest   | Bucarest       | Stadio Dinamo                     | 6º posto in Liga I  |
| Argeș Pitești     | Pitești        | Stadio Nicolae Dobrin             | 1º posto in Liga II |
| Botoșani          | Botoșani       | Stadio Municipal (Botosani)       | 12º posto in Liga I |
| Metaloglobus      | Bucarest       | Clinceni Arena (Clinceni)         | 5º posto in Liga II |
| CFR Cluj          | Cluj-Napoca    | Stadio Dr. Constantin Rădulescu   | 2º posto in Liga I  |
| Rapid Bucarest    | Bucarest       | Stadio Rapid-Giulești             | 5º posto in Liga I  |
| U Craiova         | Craiova        | Stadio Ion Oblemenco              | 3º posto in Liga I  |
| Petrolul Ploiești | Ploiești       | Stadio Ilie Oană                  | 9º posto in Liga I  |
| FCSB              | Bucarest       | Arena Națională                   | Campione di Romania |
| Hermannstadt      | Sibiu          | Stadio Municipal (Sibiu)          | 7º posto in Liga I  |
| Oțelul Galați     | Galați         | Stadio Oțelul                     | 8º posto in Liga I  |
| Csíkszereda       | Miercurea Ciuc | Stadio Municipal (Miercurea Ciuc) | 3º posto in Liga II |
| UTA Arad          | Arad           | Stadio Francisc von Neuman        | 10º posto in Liga I |
| Farul Costanza    | Costanza       | Stadio Viitorul (Ovidiu)          | 11º posto in Liga I |
| Unirea Slobozia   | Slobozia       | Stadio 1 Mai                      | 14º posto in Liga I |

### Partecipazioni per squadra
Sono 104 le squadre ad aver preso parte alle 77 stagioni della Liga I dal 1932-1933 al 2025-2026.
In grassetto, le squadre partecipanti alla stagione 2025-26. In corsivo, le squadre abrogate ad oggi. 
- 78 volte:  FCSB
- 76 volte:  Dinamo Bucarest
- 71 volte:  Rapid Bucarest
- 62 volte:  Petrolul Ploiești
- 60 volte:  U Cluj
- 50 volte:  FCU Craiova
- 48 volte:  Argeș Pitești
- 46 volte:  Brașov,  Farul Costanza
- 44 volte:  Timișoara,  UTA Arad
- 42 volte:  Bacău
- 41 volte:  Jiul Petroșani
- 38 volte:  FC Politehnica Iași
- 36 volte:  Sportul Studențesc
- 32 volte:  Național Bucarest
- 31 volte:  CFR Cluj
- 30 volte:  Oțelul Galați
- 26 volte:  ASA Târgu Mureș
- 22 volte:  Gloria Bistrița
- 18 volte:  Astra Giurgiu,  Bihor Oradea,  Ceahlăul
- 17 volte:  Corvinul Hunedoara ,  Oradea
- 16 volte:  CSM Reșița,  Gaz Metan Mediaș,  Unirea Tricolor Bucarest
- 13 volte:  Botoșani,  Chindia Târgoviște
- 12 volte:  Pandurii,  U Craiova
- 11 volte:  CFR Timișoara,  Olt Scornicești
- 10 volte:  Chimia Râmnicu Vâlcea,  CS Târgu Mureș
- 9 volte:   Ripensia Timișoara,  Vagonul Arad,  Vaslui,  Venus Bucarest,  Voluntari
- 8 volte:  Concordia Chiajna,  Gloria Arad,  Inter Sibiu,  Victoria Cluj,  Viitorul Costanza,  Gloria Buzău,  Sepsi
- 7 volte:  Minaur Baia Mare,  Hermannstadt,  Olimpia Satu Mare
- 6 volte:  Dacia Unirea Brăila,  Chinezul Timișoara,  Crișana Oradea
- 5 volte:  Dunărea Galați,  Extensiv Craiova,  Ploieşti,  Unirea Urziceni,  Victoria Bucarest
- 4 volte:  Flacăra Moreni,  Minerul Lupeni,  Mioveni,  SSU Politehnica Timișoara
- 3 volte:  Acad. Clinceni,  Foresta Fălticeni,  Phoenix Baia Mare,  Șoimii Sibiu,  Unirea Alba Iulia
- 2 volte:  Brașovia Brașov,  CAM Timișoara,  Câmpulung Moldovenesc,  Ciocanul,  Craiova,  Gloria CFR Galați,  Onești,  Rocar Bucarest,  Seso Câmpia Turzii,  Siderurgistul Galați,  Unirea Slobozia
- 1 volta:  AS CFR Brașov,  Aurul Brad,  Avântul Reghin ,  Carmen Bucarest,  Cetatea Suceava,  Corona Brașov,  CS UM Timișoara,  Csíkszereda,  Dermata Cluj,  Dragoș Vodă Cernăuți,  Dunărea Călărași,  Faur București,  Ferar Cluj,  Int. Curtea de Argeș,  Juventus Bucarest,  Metaloglobus,  Mureșul Târgu Mureș,  Otopeni,  Prahova Ploiești,  Săgeata Năvodari,  Turnu Severin,  Victoria Brănești,  Viitorul Bucarest,  Voința Sibiu,  Vulturii Textila Lugoj

## Albo d'oro
- 1909-1910:  Olympia București (1)
- 1910-1911:  Olympia București (2)
- 1911-1912:  United Ploiești (1)
- 1912-1913:  Colentina București (1)
- 1913-1914:  Colentina București (2)
- 1914-1915:  Româno-Americana Ploiești (1)
- 1915-1916:  Prahova Ploiești (1)
- 1916-1919: Non disputato
- 1919-1920:  Venus Bucarest (1)
- 1920-1921:  Unirea Tricolor Bucarest (1)
- 1921-1922:  Chinezul Timișoara (1)
- 1922-1923:  Chinezul Timișoara (2)
- 1923-1924:  Chinezul Timișoara (3)
- 1924-1925:  Chinezul Timișoara (4)
- 1925-1926:  Chinezul Timișoara (5)
- 1926-1927:  Chinezul Timișoara (6)
- 1927-1928:  Colțea Brașov (1)
- 1928-1929:  Venus Bucarest (2)
- 1929-1930:  Juventus Bucarest (1)
- 1930-1931:  CSM Reșița (1)
- 1931-1932:  Venus Bucarest (3)
- 1932-1933:  Ripensia Timișoara (1)
- 1933-1934:  Venus Bucarest (4)
- 1934-1935:  Ripensia Timișoara (2)
- 1935-1936:  Ripensia Timișoara (3)
- 1936-1937:  Venus Bucarest (5)
- 1937-1938:  Ripensia Timișoara (4)
- 1938-1939:  Venus Bucarest (6)
- 1939-1940:  Venus Bucarest (7)
- 1940-1941:  Unirea Tricolor Bucarest (1)
- 1941-1946: Non disputato
- 1946-1947:  IT Arad (1)
- 1947-1948:  IT Arad (2)
- 1948-1949:  Oradea (1)
- 1950:  UT Arad (3)
- 1951:  CCA Bucarest (1)
- 1952:  CCA Bucarest (2)
- 1953:  CCA Bucarest (3)
- 1954:  UT Arad (4)
- 1955:  Dinamo Bucarest (1)
- 1956:  CCA Bucarest (4)
- 1957-1958:  Petrolul Ploiești (1)
- 1958-1959:  Petrolul Ploiești (2)
- 1959-1960:  CCA Bucarest (5)
- 1960-1961:  CCA Bucarest (6)
- 1961-1962:  Dinamo Bucarest (2)
- 1962-1963:  Dinamo Bucarest (3)
- 1963-1964:  Dinamo Bucarest (4)
- 1964-1965:  Dinamo Bucarest (5)
- 1965-1966:  Petrolul Ploiești (3)
- 1966-1967:  Rapid Bucarest (1)
- 1967-1968:  Steaua Bucarest (7)
- 1968-1969:  UT Arad (5)
- 1969-1970:  UT Arad (6)
- 1970-1971:  Dinamo Bucarest (6)
- 1971-1972:  Argeș Pitești (1)
- 1972-1973:  Dinamo Bucarest (7)
- 1973-1974:  U Craiova (1)
- 1974-1975:  Dinamo Bucarest (8)
- 1975-1976:  Steaua Bucarest (8)
- 1976-1977:  Dinamo Bucarest (9)
- 1977-1978:  Steaua Bucarest (9)
- 1978-1979:  Argeș Pitești (2)
- 1979-1980:  U Craiova (2)
- 1980-1981:  U Craiova (3)
- 1981-1982:  Dinamo Bucarest (10)
- 1982-1983:  Dinamo Bucarest (11)
- 1983-1984:  Dinamo Bucarest (12)
- 1984-1985:  Steaua Bucarest (10)
- 1985-1986:  Steaua Bucarest (11)
- 1986-1987:  Steaua Bucarest (12)
- 1987-1988:  Steaua Bucarest (13)
- 1988-1989:  Steaua Bucarest (14)
- 1989-1990:  Dinamo Bucarest (13)
- 1990-1991:  U Craiova (4)
- 1991-1992:  Dinamo Bucarest (14)
- 1992-1993:  Steaua Bucarest (15)
- 1993-1994:  Steaua Bucarest (16)
- 1994-1995:  Steaua Bucarest (17)
- 1995-1996:  Steaua Bucarest (18)
- 1996-1997:  Steaua Bucarest (19)
- 1997-1998:  Steaua Bucarest (20)
- 1998-1999:  Rapid Bucarest (2)
- 1999-2000:  Dinamo Bucarest (15)
- 2000-2001:  Steaua Bucarest (21)
- 2001-2002:  Dinamo Bucarest (16)
- 2002-2003:  Rapid Bucarest (3)
- 2003-2004:  Dinamo Bucarest (17)
- 2004-2005:  Steaua Bucarest (22)
- 2005-2006:  Steaua Bucarest (23)
- 2006-2007:  Dinamo Bucarest (18)
- 2007-2008:  CFR Cluj (1)
- 2008-2009:  Unirea Urziceni (1)
- 2009-2010:  CFR Cluj (2)
- 2010-2011:  Oțelul Galați (1)
- 2011-2012:  CFR Cluj (3)
- 2012-2013:  Steaua Bucarest (24)
- 2013-2014:  Steaua Bucarest (25)
- 2014-2015:  Steaua Bucarest (26)
- 2015-2016:  Astra Giurgiu (1)
- 2016-2017:  Viitorul Costanza (1)
- 2017-2018:  CFR Cluj (4)
- 2018-2019:  CFR Cluj (5)
- 2019-2020:  CFR Cluj (6)
- 2020-2021:  CFR Cluj (7)
- 2021-2022:  CFR Cluj (8)
- 2022-2023:  Farul Costanza (1)
- 2023-2024:  FCSB (27)
- 2024-2025:  FCSB (28)

## Statistiche e record

### Presenze
In grassetto i calciatori ancora in attività
| Pos. | Giocatore          | Attività  | Presenze |
| ---- | ------------------ | --------- | -------- |
| 1    | Ionel Dănciulescu  | 1993-2014 | 515      |
| 2    | Costică Ștefănescu | 1968-1988 | 490      |
| 3    | Florea Ispir       | 1969-1988 | 485      |
| 4    | László Bölöni      | 1971-1988 | 484      |
| 5    | Costel Câmpeanu    | 1987-2005 | 470      |
| 6    | Petre Marin        | 1993-2012 | 468      |
| 7    | Paul Cazan         | 1972-1988 | 465      |
| 8    | Cornel Dinu        | 1966-1983 | 454      |
| 9    | Constantin Stanciu | 1976-1990 | 447      |
| 10   | Ion Dumitru        | 1967-1988 | 442      |

### Reti
In grassetto i calciatori ancora in attività
| Pos. | Giocatore         | Attività  | Reti |
| ---- | ----------------- | --------- | ---- |
| 1    | Dudu Georgescu    | 1970-1987 | 252  |
| 2    | Ionel Dănciulescu | 1993-2014 | 214  |
| 3    | Rodion Cămătaru   | 1974-1989 | 198  |
| 4    | Marin Radu        | 1974-1989 | 190  |
| 5    | Ion Oblemenco     | 1963-1977 | 170  |
| 5    | Florea Dumitrache | 1966-1983 | 170  |
| 7    | Mircea Sandu      | 1970-1987 | 167  |
| 8    | Victor Pițurcă    | 1975-1989 | 166  |
| 9    | Mihai Adam        | 1962-1976 | 160  |
| 10   | Titus Ozon        | 1947-1964 | 157  |